# دينيس فيني
دينيس فيني (بالإنجليزية: Denis Feeney)‏ هو باحث في تاريخ العصور الكلاسيكية نيوزلندي، ولد في 16 أكتوبر 1955 في نيوزيلندا.